# ميغان يونغ (ممثلة)
ميغان يونغ (بالإنجليزية: Meganne Young)‏ (مواليد 22 مارس 1990)، هي مُمثلة ومُخرجة أفلام جنوب أفريقية.

## وصلات خارجية
- ميغان يونغ في قاعدة بيانات الأفلام على الإنترنت